# Relaciones Chile-Eslovenia
Las relaciones Chile-Eslovenia son las relaciones internacionales entre la República de Chile y la República de Eslovenia.

## Historia

### sigloXX
Chile reconoció la independencia de Eslovenia el 16 de enero de 1992.

## Relaciones comerciales
En 2022, el intercambio comercial entre ambos países ascendió a los 31 millones de dólares estadounidenses, lo que supuso un 9,1% de crecimiento promedio anual en los últimos cinco años. Los principales productos exportados por Chile fueron nueces, cartulinas y salmones, mientras que Eslovenia exportó mayoritariamente medicamentos y turbinas hidráulicas.

## Misiones diplomáticas
- La embajada de Chile en Austria concurre con representación diplomática a Eslovenia.[3] Asimismo, Chile cuenta con un consulado honorario en Liubliana.[4]
- La embajada de Eslovenia en Argentina concurre con representación diplomática a Chile.[3] Asimismo, Eslovenia cuenta con un consulado general honorario en Santiago de Chile, en la comuna de Providencia.[5]